# Stellungswechsel: Job bekannt, fremdes Land
Stellungswechsel: Job bekannt, fremdes Land ist eine Doku-Soap-Serie im deutschen Fernsehen. Die erste Staffel wurde dienstags um 20:15 Uhr und die zwei ersten Folgen der zweiten Staffel donnerstags um 20:15 Uhr ausgestrahlt. Seit Folge drei der zweiten Staffel wurde die Doku-Soap sonntags um 15:55 Uhr ausgestrahlt. Staffel eins und die ersten zwei Folgen von Staffel zwei wurden auf kabel eins ausgestrahlt. Ab dem 3. Februar 2013 wurden die restlichen Folgen der zweiten Staffel bei Sat.1 ausgestrahlt. Am 3. September 2013 strahlte kabel eins eine Promi-Spezial-Ausgabe aus.

## Konzept
In jeder Folge tauschen zwei deutsche Angestellte für eine Woche lang ihre Arbeitsplätze mit zwei Kollegen im Ausland. Die Kandidaten üben weiterhin ihren Beruf aus, jedoch in einem anderen Land.

## Produktion, Ausstrahlung und Einschaltquoten
Bei der Vorstellung der TV-Saison 2010/2011 von kabel eins wurde bekannt, dass man die neue Doku-Soap Stellungswechsel: Job bekannt, fremdes Land produzieren lässt.
Kabel eins bestellte zunächst nur sechs Folgen und diese wurden vom 2. August bis zum 9. September 2011 dienstags um 20:15 Uhr ausgestrahlt.
Bei der Vorstellung der TV-Saison 2012/2013 von kabel eins wurde die Doku-Soap um eine weitere Staffel verlängert. Ab dem 6. September 2012 wurden neue Folgen der zweiten Staffel donnerstags um 20:15 Uhr ausgestrahlt, doch nach zwei Folgen wurde die Doku-Soap wegen schlechten Einschaltquoten aus dem Programm genommen.
Sat.1 sendete die restlichen vier Folgen der Doku-Soap sonntags vom 3. bis zum 24. Februar 2013 um 15:55 Uhr.
| Staffel       | Folgen        | Sender     | Sendeplatz           | Staffelpremiere | Staffelfinale | Zuschauer | Zuschauer       | Marktanteil | Marktanteil     |
| Staffel       | Folgen        | Sender     | Sendeplatz           | Staffelpremiere | Staffelfinale | Gesamt    | 14 bis 49 Jahre | Gesamt      | 14 bis 49 Jahre |
| ------------- | ------------- | ---------- | -------------------- | --------------- | ------------- | --------- | --------------- | ----------- | --------------- |
| 1             | 6             | Kabel eins | Dienstag 20:15 Uhr   | 2. Aug. 2011    | 6. Sep. 2011  | 0,92 Mio. | 0,63 Mio.       | 3,3 %       | 6,1 %           |
| 2             | 2             | Kabel eins | Donnerstag 20:15 Uhr | 6. Sep. 2012    | 13. Sep. 2011 | 0,73 Mio. | 0,42 Mio.       | 2,5 %       | 3,7 %           |
| 2             | 4             | Sat.1      | Sonntag 15:55 Uhr    | 3. Feb. 2013    | 24. Feb. 2013 | TBA       | TBA             | TBA         | 7,4 %           |
| Promi-Spezial | Promi-Spezial | Kabel eins | Dienstag 20:15 Uhr   | 3. Sep. 2013    | 3. Sep. 2013  | TBA       | TBA             | TBA         | TBA             |

## Staffeln

### Staffel 1 (2011)
Die Erstausstrahlung der ersten Staffel war vom 2. August bis zum 6. September 2011 auf dem deutschen Sender kabel eins zu sehen.
| Nr. (ges.) | Nr. (St.) | Originaltitel                            | Erstausstrahlung D |
| ---------- | --------- | ---------------------------------------- | ------------------ |
| 1          | 1         | Kfz-Werkstatt: Namibia vs. Gelsenkirchen | 2. Aug. 2011       |
| 2          | 2         | Taxifahrer: Mumbai vs. Bad Tölz          | 9. Aug. 2011       |
| 3          | 3         | Koch: Bangkok vs. Gelsenkirchen          | 16. Aug. 2011      |
| 4          | 4         | Frisör: Windhoek vs. Pfullendorf         | 23. Aug. 2011      |
| 5          | 5         | Bauarbeiter: Indien vs. Deutschland      | 30. Aug. 2011      |
| 6          | 6         | Bauern: Thailand vs. Deutschland         | 6. Sep. 2011       |

### Staffel 2 (2012/2013)
Die Erstausstrahlung der ersten zwei Folgen der zweiten Staffel war vom 6. bis zum 13. September 2012 auf dem deutschen Sender kabel eins zu sehen. Die restlichen vier Folgen wurden vom 3. bis zum 24. Februar 2013 auf dem deutschen Sender Sat.1 ausgestrahlt.
| Nr. (ges.) | Nr. (St.) | Originaltitel                              | Erstausstrahlung D |
| ---------- | --------- | ------------------------------------------ | ------------------ |
| 7          | 1         | Bäckerei – Uganda vs. Dresden              | 6. Sep. 2012       |
| 8          | 2         | Wäscherei – Delhi vs. Köln                 | 13. Sep. 2012      |
| 9          | 3         | Koch – Delhi vs. Leverkusen                | 3. Feb. 2013       |
| 10         | 4         | Bademeister – Rio de Janeiro vs. Meiningen | 10. Feb. 2013      |
| 11         | 5         | Tankwart – Uganda vs. Rheingau             | 17. Feb. 2013      |
| 12         | 6         | Müllmänner – Rio de Janeiro vs. Hildesheim | 24. Feb. 2013      |

## Auszeichnungen
- Auszeichnung für den Deutschen Fernsehpreis 2011 in der Kategorie Beste Unterhaltung Doku